# Gustave Verniory
Gustave Marie Eugéne Verniory (1865-1949) est un ingénieur belge qui est allé au Chili à la fin du XIXe siècle pour construire la voie ferrée de la région d'Araucanie et qui a écrit un livre de mémoires dans lequel il rapportait la vie dans cette région.
Il a ramené en Europe une collection d'objets araucans de la fin du XIXe siècle (sculptures, bijoux en argent, objets ethnographiques -poupée en chiffon, casserole en pis de vache....). La collection se trouve aujourd'hui au musée du quai Branly, à Paris (voir les liens externes et bibliographie plus bas). Le musée possède le tapuscrit Dix années en Araucanie 1889-1899, des photos qu'il a prises des indiens araucans et de scènes de leur vie courante. Il a aussi laissé des notes ethnographiques et un lexique de la langue araucane. L'ensemble a fait l'objet d'une publication par le musée du quai Branly en 2012 qui est à l'origine du film Notas para una película (2022) d'Ignacio Agüero. 
De retour en Belgique après ses dix ans au Chili, il est engagé par le millionnaire belge, le baron Empain, et part en Égypte pour participer à la construction d'Héliopolis. Il laisse de nombreuses notes manuscrites sur sa vie en Égypte et sur le baron Empain, pratiquement illisibles, qui se trouvent aujourd'hui chez un de ses petits fils.

## Biographie[2]
Gustave Verniory (1865-1949) est né dans les Ardennes à Wellin, contrée pittoresque de Belgique, dans les bois et les prés, lui donnant dès l’enfance le goût de la nature.
Après l’école du village où le « vieux maître » inculquait aux garçons une solide instruction de base, il fut envoyé pour ses études secondaires, à Luxembourg et Trèves où il acquit la connaissance de la langue allemande. Ses études universitaires furent poursuivies à Liège et à Bruxelles, d’où il sortit avec le titre d’ingénieur à l’âge de 23 ans à peine.
Aîné de famille et son père étant mort, il lui fallait trouver une situation, chose difficile à l’époque en Belgique qui traversait une période de crise. Beaucoup de jeunes s’expatriaient. À ce moment, le gouvernement chilien avait décidé la construction d’un vaste réseau de chemin de fer, et recrutait du personnel technique en Europe. Par l’intermédiaire de monsieur Louis Cousin, professeur à l’université de Louvain qui, plus tard fut professeur à l’université de Santiago, Gustave Verniory fut engagé et partit pour le Chili en janvier 1889.
Arrivé à Santiago, il fut envoyé à la Frontera (c'est-à-dire, selon sa propre définition, dans « la partie extrême des pays explorés jusqu'à présent »), attaché à la construction du chemin de fer Victoria au Toltén. « La ligne de Victoria à Osorno, écrit-il dans ses notes, est appelée à traverser de part en part l’Araucanie récemment conquise de manière à relier le Chili central à la province isolée de Valdivia ». Déçu au début de ne pouvoir rester à Santiago, il fut vite conquis par la vie libre et aventureuse du pionnier, dans une contrée luxuriante et sauvage, où les voies devaient s’avancer en surmontant de nombreux obstacles naturels. Là, il apprit à connaître le peuple chilien, qu’il aima et dont il sut se faire aimer. Il eut aussi de fréquents contacts avec les tribus indiennes araucanes, et en rapporta de nombreuses observations, des objets et des photographies. Son activité fut interrompue par la révolution de 1891. Le gouvernement ayant été renversé, il perdit sa place, mais fut engagé par une compagnie adjudicataire de la construction de la ligne de chemin de fer de Victoria à Temuco qui fut inaugurée le 1er janvier 1893.
Les deux années suivantes, Gustave Verniory entreprit diverses constructions pour lesquelles il soumissionnait : le pont de Lautaro, des canaux d’irrigation de Fundos, les bâtiments de stations du chemin de fer pour l’État, puis il signa un engagement à la construction de la ligne Temuco–Pitrufquén, travail qui dura 4 ans.
Entretemps, diverses crises avaient secoué le Chili : crise monétaire grave, et menace constante d’une guerre avec l’Argentine. Gustave Verniory, déjà échaudé par la révolution de 1891, avait décidé, en cas de guerre, de rentrer en Europe contrairement à son jeune frère Alfred, arrivé en 1895, qui, plein d’enthousiasme, voulait s’engager dans l’armée chilienne. Gustave Verniory commençait aussi à avoir le mal du pays et, en 1899, dix années après son arrivée, il quittait le Chili mais pensait y revenir. Il y laissait son frère, qui mourut de la typhoïde à Santiago en 1908. Rentré en Belgique, il céda aux instances de sa famille qui le pressait de chercher une situation en Europe et de s’y marier.
À cette époque, Edouard Empain, chef d’entreprise, à l’esprit dynamique et créateur, avait déjà fondé une série de sociétés, qui avaient entrepris des constructions, allant du métro de Paris aux tramways dans de nombreuses villes belges et étrangères. Il fit la connaissance de l’ingénieur Verniory au moment où il s’était engagé à livrer à la circulation les tramways de Boulogne-sur-Mer en France, à une date qui serait largement dépassée à l’allure où avançaient les travaux. Pris à l’essai et avec pleins pouvoirs, Verniory avec son énergie coutumière et l’expérience acquise au Chili, poussa les travaux de telle sorte que l’inauguration pût avoir lieu au jour dit. Désormais, Edouard Empain lui fit une confiance totale, et Mr Verniory fit une brillante carrière dans les différentes sociétés fondées par le groupe belge ayant Empain à sa tête. C’est ainsi qu’il fut l’artisan de la construction d’Héliopolis en Égypte, ville créée de toutes pièces en plein désert aux abords du Caire, la capitale.
Établi à Bruxelles, marié et père de famille, il voyagea beaucoup pour les affaires en particulier en Égypte où il allait chaque année, mais plus jamais il ne revit le Chili où il avait passé les plus belles années de sa jeunesse, et dont le souvenir revivait dans les intéressantes histoires qu’il racontait fréquemment et que ses enfants écoutaient avec enthousiasme.
Ces souvenirs, heureusement, il les écrivit à partir des notes personnelles qu’il avait prises tout au long de son séjour en Araucanie, des lettres soigneusement conservées par la famille. Son souci d’exactitude était tel que, lors des fêtes indiennes qu’il a décrites, il écrivait sous son poncho, au crayon, l’ordre des cérémonies et leurs traits les plus saillants. Ces notes que nous avons eues sous les yeux, étaient écrites en tous sens, parfois l’une sur l’autre. Lui seul a pu déchiffrer ce qu’il avait noté en aveugle au moment des faits.
Avec ce souci d’exactitude et de précision, un des traits de son caractère était le dynamisme et l’esprit d’organisation. Ses travaux d’ingénieur en Araucanie étaient menés avec méthode et rapidité. Jamais il n’a dépassé le délai fixé pour la fin des constructions et même à plusieurs reprises il l’a devancé. C’était un tour de force à l’époque avec l’outillage dont il disposait, les difficultés du terrain et les fluctuations de la main d’œuvre qui abandonnait les chantiers pour la culture à certaines époques de l’année. Ses bouillants « carrillanos », il savait les manier : un jour, la paye était en retard, ceux-ci marchèrent, agressifs sur Temuco. Verniory les attendit calmement et sans armes, leur parla, leur promit double ration de « porotos » (haricots) et fit chauffer des locomotives pour les reconduire sur des wagons plats à leurs faenas. En partant ils crièrent « viva el ingeniero cuatro ojos » (vive l’ingénieur quatre-z-yeux, son surnom) et il leur répondit par un vibrant « viva el Chile » répété tout au long des trois trains. Chef exigeant mais juste, compréhensif et jamais arrogant, il aimait et s’était fait aimer des bouillants rotos dont il appréciait les qualités et obtenait beaucoup par la confiance.
Cette confiance, il avait réussi aussi à l’inspirer à de nombreux caciques indiens dont il s’était fait des amis. Il avait appris la langue mapuche, était invité à leurs fêtes et cérémonies, recueillait leurs récits et légendes et a pu ainsi les décrire avec grande fidélité. Il les décrivait avec mélancolie, comme un peuple appelé un jour à disparaître, au moins dans ses splendeurs. Mêlé à toute une période du développement des provinces méridionales du Chili, il a été à la fois un des artisans et l’observateur admiratif des progrès réalisés pendant les dix années de son séjour en Araucanie. Certes, il a regretté la majestueuse beauté de la forêt vierge, mais a contribué, par le percement des chemins de fer, la construction de ponts et de canaux d’irrigation, à donner à toute cette contrée des conditions de vie en progrès, et à la mettre en relation avec le reste du monde.
Son séjour de dix années en Araucanie a eu pour points d’attache : Victoria, Lautaro, Temuco mais surtout de nombreux voyages à cheval le long des lignes en construction. Il fut marqué de diverses aventures dont certaines faillirent lui coûter la vie, contées allègrement dans ses écrits qu’il rédigea au moment où, retiré des affaires, il eut le loisir de revivre son passé.
À travers ces souvenirs, c’est toute une tranche de la vie chilienne de la fin du siècle passé qui revit, avec la lutte ardue de la pacification et du développement des provinces du sud.
S’il pouvait faire lui-même la présentation de ces récits et observations, il ne manquerait pas de conclure par un cordial « viva Chile » et serait heureux par ses récits de retourner d’une certaine manière dans ce pays qu’il a aimé.